# Jan Hijzelendoorn sr.
Jan Hijzelendoorn sr. (* 17. November 1904 in Amsterdam; † 3. November 1974 ebenda) war ein niederländischer Radrennfahrer und nationaler Meister im Radsport.

## Sportliche Laufbahn
Jan Hijzelendoorn sr. (mit vollem Namen Johannes Antonius Jacobus Hijzelendoorn) gewann 1924 die Meisterschaft im Sprint der Amateure in den Niederlanden. 1928 und 1929 startete er als Unabhängiger vorwiegend bei Straßenrennen, jedoch ohne größere Erfolge und beendete seine Laufbahn zugunsten seiner beruflichen Tätigkeit.

## Familiäres
Sein Sohn Jan Hijzelendoorn jr. war ebenfalls Radrennfahrer und Bahnsprinter. Sein Enkel Jan Hijzelendoorn war Baseballspieler und Mitglied der in der niederländischen Nationalmannschaft.